# 網際網路存取
網際網路存取（英語：Internet access），又譯為互聯網接入，俗稱上網、連網、連線，將個人電腦終端機、個人電腦、行動裝置與電腦網路，透過各種連結技術與管道，連結到網際網路（Internet）上，讓使用者能夠使用網際網路上提供的各種服務（例如電子郵件、World Wide Web）。為公眾提供網際網路存取服務的公司或組織，稱為網際網路服務供應者（Internet service provider，ISP）。

## 歷史
1980年代，最早採用撥號連線的方式連上網際網路。隨後發展出寬頻ADSL和光纖Modem。